# Cosmogneta kargi
Cosmogneta kargi är en kvalsterart som beskrevs av Grandjean 1963. Cosmogneta kargi ingår i släktet Cosmogneta och familjen Autognetidae. Inga underarter finns listade i Catalogue of Life.